# Зонная теория Адамса
Зонная теория Адамса, зонная система экспозиции — метод определения оптимальной экспозиции в фотографии и параметров лабораторной обработки полученного снимка, сформулированный фотографами Анселом Адамсом и Фредом Арчером в 1939—1940 годах. Широкую известность теория получила после 1948 года, когда была опубликована в книге «The Negative». Зонная система позволяет точно управлять отображением яркости деталей снимаемой сцены, и прогнозировать их оптическую плотность на готовом изображении в соответствии с творческим замыслом. Сам Адамс считал свою теорию кодификацией сенситометрии, предназначенной для упрощения её практического применения.

## Базовые принципы
Зонная система была разработана для листовой чёрно-белой негативной фотоплёнки, позволяющей индивидуально подбирать сочетание экспозиции и режима проявления для каждого снимка. Однако, теория частично применима и к рулонным фотоматериалам при условии отказа от регулировки контраста. Кроме того, система может быть оптимизирована и для других типов фотоматериалов, в том числе цветных обращаемых и для цифровой фотографии и кинематографа. Адамсу удалось успешно применить разработанные им принципы даже для фотоматериалов одноступенного фотопроцесса, свойства которых существенно отличаются от любых других технологий регистрации изображения. Однако, во всех этих случаях требуются поправки из-за отличий фотографической широты, в результате которых может меняться число зон и их расположение на шкалах.
В основу зонной теории положен принцип, исходящий из того, что весь диапазон яркостей, доступный для воспроизведения при негативно-позитивном процессе, можно грубо разбить на 10 участков, получивших название зон. При этом, ширина всех зон и размер шага между ними одинаковы и соответствуют одной ступени экспозиции, то есть её изменению в 2 раза. Делению на зоны подвергаются как визуально различимые яркости объекта съёмки, так и прямолинейный участок характеристической кривой негативного фотоматериала, отвечающий за пропорциональное воспроизведение полутонов. Базовыми считаются четыре зоны, легко отличаемые невооружённым глазом: «абсолютно чёрная» зона 0, среднесерая V, зона правильного отображения тонов кожи VI и совершенно белая X. Иногда на практике шкалы яркости и плотности разбиваются на меньшее количество зон, чаще всего на семь, доступных наиболее распространённым фотоматериалам.  
| 0    | Абсолютно чёрный тон: очень глубокие тени, полное отсутствие деталей.                                                                        |
| I    | Самые тёмные тона, близкие к чёрному: глубокая тень — без деталей, но с признаками фактуры. В цветных фотографиях допустимы искажения цвета. |
| II   | Появление первых деталей в тенях: складки, переломы, контурные линии и т. д. В цветных фотографиях допустимы искажения цвета.                |
| III  | Не совсем чёрный: умеренно тёмные тона. |
| IV   | Средняя по плотности тень при солнечном освещении в ясный день. Загорелые люди, насыщенная по цвету трава, деревья.                          |
| V    | Стандартный серый тон (отражательная способность 18 %). Нормальный загар.                                                                    |
| VI   | Чистое небо, строения из белого материала. Ключевая зона, соответствующая правильному отображению лиц и человеческой кожи.                   |
| VII  | Светло-серые, пастельные тона; типографский текст на белой бумаге.                                                                           |
| VIII | Белый тон с деталями и фактурой. Снег с фактурой.                                                                                            |
| IX   | Белый тон с минимумом деталей или фактурой. Сияющий снег.                                                                                    |
| X    | Совершенно белый тон без деталей, солнечные блики.                                                                                           |

При использовании стандартных фотоматериалов и соблюдении условий проявления, обеспечивающих нормальный контраст изображения, тона объекта съёмки воспроизводятся пропорционально, то есть, если один из тонов воспроизведён верно, то все остальные будут располагаться относительно него в соответствующем порядке. Во время съёмки, исходя из этого правила определяется ключевой объект и экспозиция, необходимая для его отображения в нужном месте шкалы оптических плотностей будущего снимка. Таким образом достигается эффективное использование фотографической широты или преднамеренный сдвиг полутонов снимка в нужном направлении.
Ещё одним ключевым достоинством системы, особенно эффективным для листовых плёнок, является возможность регулирования контраста изображения, позволяющая сжимать или растягивать шкалу полутонов в зависимости от особенностей снимаемого сюжета. Это достигается подбором сочетания экспозиции и режимов проявления, составляя основу понятия визуализация. Кратко это понятие может быть описано двумя базовыми принципами: экспозиция определяется, исходя из корректного отображения теней, а режим проявления подбирается для сохранения деталей в светах.

## Технология
Для достижения нужного результата фотограф или кинооператор перед началом съёмки должен чётко представлять вид будущего изображения и его тональность. Любой снимаемый сюжет состоит из участков с различной яркостью, благодаря отличиям в отражательной способности разных объектов съёмки и светотеневому рисунку от съёмочного освещения. При анализе снимаемой сцены необходимо определить, какие полутона являются наиболее важными, чтобы принять решение о точке отсчёта при измерении экспозиции. Результаты измерения, в свою очередь, соотносятся с необходимой на конечном позитиве оптической плотностью, которой должна отображаться измеренная деталь сюжета. Оценка распределения яркостей объекта съёмки, предшествующая экспонированию фотоматериала, в зонной теории носит название превизуализация (англ. Previzualization).
|  |  |  |  |  |  |  |  |  |  |  |

Примечание: Нормальное воспроизведение шкалы требует точной настройки монитора.
Параметры экспозиции могут определяться с помощью экспонометра двумя способами: по яркости или освещённости сцены. В последнем случае на результат измерения никак не влияет отражательная способность объектов съёмки, поскольку измеряется падающий на них свет. Однако, измерение по освещённости не позволяет точно управлять полутонами, давая усреднённый результат, и в зонной теории не применяется. При измерении яркости показания экспонометра зависят от соотношения поглощённого и отражённого излучения, которое должно обязательно учитываться. 
Все экспонометры, работающие в режиме яркомера, калибруются с таким расчётом, чтобы обеспечивать правильную экспозицию для объектов с отражательной способностью 18 %. Такая отражательная способность соответствует V зоне шкалы Адамса, и независимо от тона измеряемого объекта при нормальной печати он отобразится на снимке среднесерым. Поэтому, при определении экспозиции необходимо учитывать, какой именно тон измеряется, и какую оптическую плотность он должен приобрести. Например, тон человеческой кожи, отражающей примерно 36% света, на 1 ступень светлее и при непосредственном измерении лица требует соответствующей поправки. Поэтому при корректном измерении, лица отображаются в VI зоне, соответствующей их нормальному восприятию на фотоснимке и киноэкране. На нормально проявленном негативе этому тону соответствует оптическая плотность 1,10 над вуалью. 
* Римскими цифрами обозначены градации серого, 0 соответствует уровню вуали:
| 0 | I | II | III | IV | V | VI | VII | VIII | IX | X |

Теория Адамса предполагает избирательное измерение яркости отдельных участков объекта съёмки точечным экспонометром. 
В случае усреднённого измерения общей яркости сцены в интегральном или центровзвешенном режимах, приемлемый результат может быть получен только для усреднённых сюжетов, интегральная отражательная способность которых совпадает со стандартной, на которую калиброван экспонометр. Однако, при таком способе измерения сцен, в которых преобладают светлые или тёмные тона, снимок будет соответственно недодержан и передержан со смещением всех тонов к пятой и смежным с ней зонам. Например, при съёмке лыжников общим планом результаты интегрального измерения будут искажены обилием белых снежных поверхностей, давая заниженную экспозицию. В итоге, заснеженный фон отобразится на снимке ближе к V зоне, а лица персонажей, практически не повлиявшие на показания экспонометра, уйдут в плотную тень. При использовании зонной теории правильная экспозиция в этом случае может быть достигнута несколькими способами: измерением яркости снега с соответствующей поправкой для его отображения в IX зоне; измерением лиц с поправкой на 1 ступень для их размещения в VI зоне или использованием серой карты без поправок.
В первых двух случаях требуется опыт предвизуализации, приобретаемый в процессе практического освоения теории. Например, снежная поверхность состоит не только из белых тонов, но обладает тенями и яркими бликами, и при измерении яркости необходимо точно представлять, какой зоне соответствует тот или иной участок. Лица могут также оказаться в тени, и их размещение в VI зоне приведёт к трудноустранимой при печати передержке в светах. Кроме того, тон кожи людей разных рас может отличаться, и усреднение этого параметра также приводит к ошибкам. В упрощённом виде теория предполагает следующее правило: если изображение каких-либо деталей должно быть совершенно чёрным, они при измерении помещаются в нулевую зону, тогда как абсолютно белым должны соответствовать зоны VIII и IX. При следовании предположению о соответствии тону человеческой кожи «ключевой» VI зоне следует учитывать распределение на лице светотени, измеряя его нужные участки.

## Цифровая фотография
Зонная система применима в цифровой фотографии после соответствующей оптимизации. Сам Адамс предвидел появление цифровых технологий, и считал, что в этом случае применимы принципы, характерные для цветных обращаемых фотоматериалов, то есть экспонирование «по света́м», а обработка «по теням». Одно из главных отличий заключается в том, что каждой зоне в изображении соответствует не диапазон оптических плотностей, а координаты цветового пространства. Правильно экспонированная серая карта в 8-битном пространстве RGB, как и в классической фотографии, отображается в зоне V. Граница между IV и V зонами располагается точно посередине шкалы со значением серого 128; 128; 128. Второе, более важное отличие, заключается в том, что фотоматрицы, в отличие от традиционных эмульсий, обладают очень короткой характеристикой в области больших яркостей, не допуская передержек. Превышение нормальной экспозиции более, чем на 3 ступени, приводит к полной потере деталей и отображается в пространстве RGB координатами 255; 255; 255 («пробитые» света). В то же время, тени цифровых фотографий значительно информативнее, чем в классическом негативе, критичном к недодержкам. Именно поэтому при расчёте экспозиции для цифрового фотоаппарата яркости в светах часто имеют решающее значение.
Фотоматрицы в силу физических принципов своего устройства, значительно уступают по диапазону воспроизводимых яркостей негативным фотоматериалам и сопоставимы с обращаемыми. У большинства фотоаппаратов диапазон редко превышает длину шкалы из семи зон, обычно со II по VIII. Так, по данным журнала «Digital Photography Review», матрица камеры Nikon D3 обладает широтой в 8,6 ступеней при съёмке в стандарте JPEG и до 12 в формате RAW. Недостаток может быть компенсирован технологией HDRi, предусматривающей съёмку неподвижного сюжета в несколько экспозиций. Одна из них рассчитывается для получения проработки в светах, а другая — в тенях.
При съёмке и обработке большую роль могут сыграть гистограммы, отображаемые большинством цифровых фотоаппаратов и графических приложений. В этом случае управление распределением полутонов на снимке опирается на вид гистограммы, отображающей характер данных в светах и тенях. Горизонтальную ось графика можно легко разбить на зоны, учитывая фотографическую широту матрицы в экспозиционных числах и нелинейность её отклика.
Практически зонная теория реализуется ручным измерением различных участков снимаемых объектов в режиме полуавтоматического управления экспозиции при наличии в фотоаппарате точечного способа замера встроенного TTL-экспонометра. Зная числовые значения границ зон в цветовом пространстве, можно с высокой точностью управлять тональностью как ключевых объектов, так и всего снимка. При этом, измерять можно не только средние полутона или человеческие лица, но и детали, соответствующие светам или теням. В этом случае, в результаты измерения вносится соответствующая поправка с учётом знака и количества ступеней, на которое выбранная зона отличается от центральной пятой. В цифровой фотографии недопустимость передержек вынуждает в большинстве случаев измерять яркость в светах, размещая их в соответствующей зоне шкалы. В среде фотолюбителей, не знакомых с теорией в целом, этот приём получил известность, как «сдвиг гистограммы вправо». Правильно экспонированный цифровой снимок требует минимальной последующей обработки, и в результате обеспечивает пропорциональное воспроизведение полутонов без постеризации и шумов в тенях.